# Pologne au Concours Eurovision de la chanson 1995
La Pologne a participé au Concours Eurovision de la chanson 1995, le 13 mai à Dublin, au Irlande. C'est la deuxième participation de la Pologne au Concours Eurovision de la chanson.
Le pays est représenté par la chanteuse Justyna Steczkowska et la chanson Sama (en), sélectionnées en interne par TVP.

## Sélection interne
Le radiodiffuseur polonais, Telewizja Polska (TVP, « Télévision polonaise »), choisit l'artiste et la chanson en interne pour représenter la Pologne au Concours Eurovision de la chanson 1995.
Initialement, il était prévu qu'Alicja Borkowska — choriste pour la sélection polonaise du concours de 1994 — serait la candidate polonaise. Cependant, TVP a finalement annoncé Justyna Steczkowska comme la candidate polonaise au Concours Eurovision de la chanson 1995 avec la chanson Sama (en). Le chef d'orchestre à l'Eurovision pour la Pologne est Noel Kelehan.
| Interprète          | Chanson   | Langue   |
| ------------------- | --------- | -------- |
| Justyna Steczkowska | Sama (en) | Polonais |

## À l'Eurovision

### Points attribués par la Pologne
| 12 points | Norvège     |
| 10 points | Suède       |
| 8 points  | Espagne     |
| 7 points  | France      |
| 6 points  | Grèce       |
| 5 points  | Royaume-Uni |
| 4 points  | Slovénie    |
| 3 points  | Danemark    |
| 2 points  | Autriche    |
| 1 point   | Chypre      |

### Points attribués à la Pologne
| 12 points | 10 points | 8 points | 7 points | 6 points             |
| --------- | --------- | -------- | -------- | -------------------- |
|           |           |          |          | - Islande            |
| 5 points  | 4 points  | 3 points | 2 points | 1 point              |
|           | - Norvège | - Grèce  |          | - Hongrie - Portugal |

Justyna Steczkowska interprète Sama en première position lors de la soirée du concours, précédant l'Irlande.
Au terme du vote final, la Pologne termine 18e sur les 23 pays participants, ayant reçu 15 points au total,.